# Constança Mendes de Sousa
Constança Mendes de Sousa (1245 - Santarém, antes de 10 de maio de 1298) foi uma senhora nobre do Reino de Portugal. Por morte de seu tio Gonçalo Garcia sem herdeiros, recebe a chefia da Casa.

## Vida

### Primeiros anos
Constança nasce em 1245, no seio de uma das mais importantes famílias aristocráticas de Portugal, os Sousas. Constança era filha de Mem Garcia de Sousa e Teresa Anes de Lima, e, na sua condição feminina, teria pouco relevo na história da família, pelo menos não antes do casamento.
A chefia da Casa de Sousa recaíra no seu pai, Mem Garcia de Sousa, após a morte do tio deste, Gonçalo Mendes II sem descendência em 1243. 
O seu pai teve várias filhas, mas produziu também um varão, Gonçalo Mendes III de Sousa, que herdou o título após a morte daquele em 1255. O irmão exerceu cargos na corte, como tenente de Panóias (1256-1262) e Évora (1261-1262). Porém Gonçalo demonstrou desde cedo um comportamento muito violento e sobretudo desregrado, do qual é uma prova clara a violação de que foi vítima Maria Mendes de Sousa, entre outros episódios. Desta forma, acaba exilado da corte em 1262, sendo simultaneamente deserdado e excluído da família, saindo do Reino. Não se sabe se alguma vez retornou. Com esta desonra, a chefia da Casa sai da linhagem de Constança e passa para a linhagem do terceiro filho de Mendo Gonçalves I de Sousa (após Gonçalo Mendes II e Garcia Mendes), João Garcia de Sousa O Pinto, que à semelhança de Garcia, estava morto (falecera em 1254) e portanto a chefia coube ao seu filho primogénito, Estêvão Anes de Sousa, cargo que terá possivelmente partilhado com o tio, Gonçalo Garcia de Sousa.
Por volta de 1270, Constança casa com Pedro Anes Portel (1246-c.1311), filho do mordomo-mor do rei Afonso III, João Peres de Aboim e de sua esposa Marinha Afonso de Arganil. Logo em fevereiro de 1271, surge, juntamente com o esposo e os sogros, a conceder à Ordem do Hospital o padroado da igreja de Santa Maria de Portel com todas as igrejas do termo da localidade.

### A ascensão de Constança
Em 1275, a sua irmã, Teresa Mendes de Sousa, abadessa do Mosteiro do Lorvão e que fora barregã do rei, doa-lhe todos os seus bens que lhe couberam na herança do pai. Constança reuniu desta forma em si duas partes de uma mesma herança, tornando-a talvez mais rica do que a sua irmã Maria, a única com quem partilhava agora os bens do seu pai (dado o exílio de Gonçalo Mendes III, a possível morte anterior de João Mendes, e a abdicação do seu lugar na herança por Teresa Mendes). 
Constança começou a ganhar maior destaque na política familiar quando Gonçalo Garcia falece sem herdeiros em 1285/86. O primo, Estêvão, falecera em 1272 e desde então Gonçalo Garcia era o chefe único da família, que procurou ascender na corte, tomando o título de Conde em 1276. Além de outros herdeiros, Constança era a herdeira mais beneficiada do tio, tendo herdado inclusivamente a chefia da Casa de Sousa.
A situação levou a confrontos entre os vários herdeiros, pelo que em conjunto apelaram ao rei, Dinis I, que arbitrasse a partilha. O rei, por seu lado, opunha-se ao grande poderio que a aristocracia revelava naquele período e por isso ordenou a realização de Inquirições Gerais, por forma a averiguar o património daquela e até que ponto ocorrera apropriação ilegal de propriedade. Apesar de não constituir primeira vez que tal acontece (Afonso II realizara Inquirições semelhantes em 1220 e Afonso III fizera o mesmo em 1258), Dinis realiza-as com maior vigor e intensidade. Desta forma, pensando apelar a um árbitro para resolver as querelas sucessórias do património dos Sousas, os herdeiros e a restante classe aristocrática viram-se a braços, não com uma simples averiguação, mas com uma séria tentativa régia de consolidar o seu poder e assentar definitivamente a sua superioridade face à aristocracia. Dinis promoveria Inquirições constantes nos anos seguintesː 1284, 1288, 1301, entre 1303-1304 e 1307-1311.

### Últimos anos
Constança ter-se-á retirado para Santarém na década de 1290, onde fez testamento com selo, que oficializou a 8 de janeiro de 1297, no qual manifestou a sua vontade de se fazer enterrar no Mosteiro de São Domingos em Santarém (hoje Convento das Donas), ordenando a construção de uma capela e deixando ainda cerca de quinhentas libras para outras doações..
A sua morte pode ter ocorrido antes de 10 de maio do ano seguinte, pois nesse dia (10 de maio de 1298) foi pedido o treslado do testamento..

## Casamento e descendência
Constança casou por volta de 1270 com Pedro Anes Portel (1246-c.1311), filho do mordomo-mor do rei Afonso III, João Peres de Aboim e de sua esposa Marinha Afonso de Arganil, e rico herdeiro de várias propriedades da família. O casal teve a seguinte descendênciaː
1. João Pires I Portel (de Sousa), casou duas vezesː 1) Aldara Pires de Riba de Vizela (f. antes de 1325); 2) Sancha Martins Barreto (f.10 de julho de 1328). Não teve descendência de nenhuma das suas esposas.
2. João Pires II Portel (de Sousa), não casou nem teve descendência.
3. Branca Pires Portel (de Sousa), casada com Pedro Afonso, conde de Barcelos, filho bastardo de Dinis I de Portugal.
4. Maria Pires Ribeira (Portel de Sousa), casada com Afonso Dinis, filho natural de Afonso III de Portugal.

A falta de descendência dos herdeiros masculinos de Constança levou a que a sucessão recaísse nas filhas, e através delas na família real. O mesmo acontecia com a sua irmã Mariaː o casamento desta com Lourenço Soares de Valadares, e o casamento da filha mais velha do casal, Inês Lourenço de Valadares, com Martim Afonso Chichorro, filho natural de Afonso III de Portugal, levou todo o património de Maria para a família real.
Desta forma a Casa de Sousa viu-se prolongada por duas mulheres, duas irmãs, Constança e Maria, que deram origem a dois ramos da Casa de Sousaː a Casa de Sousa-Arronches, descendente de Constança Mendes, e a Casa de Sousa-Prado, descendente de Maria Mendes.